# Ліцей №5 ім. Іванни та Іллі Кокорудзів Львівської міської ради
Ліцей № 5 імені Кокорудзів Львівської міської ради був закладений з фундації Іванни і Іллі Кокорудзів. Розташований у Львові на вулиці Іллі Кокорудза, 9.

## Історія
Історія створення навчального закладу тісно пов'язана з боротьбою українського суспільства Галичини за найбільш основні права українського народу — права на українську школу в українському дусі.
На чолі цієї боротьби стояло Українське Педагогічне товариство, засноване у 1884 році, а 1926 року перейменоване на товариство «Рідна школа».
З ініціативи Українського Педагогічного товариства у 1923 році було організовано Дівочі приватні гімназійні курси «Рідної школи», які згодом, у 1929—1930 роках, перетворено на Приватну дівочу гімназію «Рідної школи» УПТ з українською мовою навчання.
Протягом 10 років гімназія розташовувалася у непристосованих до навчання приміщеннях. Спочатку навчання відбувалося у післяобідні години у жіночій семінарії на вул. Мохнацького, 12, 1930 року — в житловому будинку на вул. Театинській, 10. У 1933 році гімназія займала приміщення польської жіночої гімназії імені Королеви Ядвіги на вул. Валовій, 4. Дуже енергійними і активними організаторами були перші директори Володимир Андріянович, Ілля Кокорудз та Омелян Терлецький, які у несприятливих умовах зуміли забезпечити нормальний навчальний процес.
У 1934 році на кошти Іванни та Іллі Кокорудзів на вул. Моджеєвської, 12 було збудоване нове приміщення, яке вони передали у дар «Рідній школі», і 1 серпня 1934 року молодий директор Іван Винар перевів гімназію у нове приміщення. 8 вересня 1934 року рішенням львівського воєводи Владислава Беліни-Пражмовського гімназії було надане ім'я Іллі та Іванни Кокорудзів.
У 1939—1940 роках гімназія стала українською середньою школою № 5 Червоноармійського району м. Львова. Шкільну організацію ОУН очолювала Винників Наталія, яка була обвинуваченою в організованому НКВС політичному «Процесі 59-ти» і була засуджена до розстрілу (Верховний суд СРСР замінив вирок на 10+5). Багато учителів і учнів перейшли в інші навчальні заклади, а в школі з'явилися учителі та учні зі східних областей України.
Під час німецької окупації, в будинку гімназії був військовий шпиталь. Учениці продовжували навчання в інших гімназіях Львова.
У 1944—1946 роках у будинку гімназії було відновлено навчання учнів української середньої школи № 5. 1966 року школа стала російськомовною десятирічкою. У 1967 році було здійснено добудову до старого приміщення нового корпусу.
Лише від 1992 року, після здобуття Україною незалежності, перші класи перейшли на українську мову навчання, а згодом школа отримала статус української. Активними клопотаннями ініціативної групи «Відродження рідної школи» ім'я фундаторів гімназії Іллі та Іванни Кокорудзів повернено школі, а також вулиці, де вона міститься. У школі вмонтовано барельєф Іллі та Іванни Кокорудзів. 1990 року школа одержала статус середньої спеціалізованої загальноосвітньої I—III ступенів імені Іванни та Іллі Кокорудзів з поглибленим вивченням англійської мови. У 1996 році було підписано угоду про співпрацю з медичним коледжем імені Андрея Крупинського. У 2018 року середня школа № 5 реорганізована у Ліцей № 5 імені Іванни та Іллі Кокорудзів Львівської міської ради.
2024 року внаслідок ракетної атаки 4 вересня будівля була пошкоджена. У ліцеї було зруйновано 74 вікна і 49 дверей, пошкоджено сходову клітку та дах.
2025 року відновили ліцей після руйнувань.[джерело?]

## Директори школи
Директорами школи від початків до 1939 року були:
- Володимир Андріянович (1875—1941).
- Антін Крушельницький (1878—1935) (недовго).
- Ілля Кокорудз (1857—1933).
- Омелян Терлецький (1873—1958).
- Іван Винар (1891—1969).

1939 року прийшли радянські війська до Львова. Гімназію ліквідували, перетворили в десятирічку-середню школу № 5.
- Ф. Коверзюк.
- Рибкіна Тамара Василівна.
- Савіцька Світлана Ігнатівна (1980—1987).
- Дмитрієва Світлана Парфеніївна (1987—2011) — вчитель біології, Відмінник освіти України.
- Коморна Лариса Мирославівна (вересень 2011— дотепер) — вчитель математики, Заслужений вчитель України, Відмінник освіти України.

## Предмети навчання (до 1939 року)

### Викладачі школи
- Математика — Андріянович Володимир, Базилевич-Ломага Стефанія, Білинський Володимир, Вергановська-Винників Дарія, Зарицький Мирон Онуфрійович, Петрик-Храплива Євгенія, Проців Дмитро, Сітницький Іван, Є. Храплива.
- Фізика — Андріянович Володимир, Денека Григорій, Проців Дмитро, Сітницький Іван, Є. Храплива.
- Історія — Барвінський Богдан, Ваврик Михайло, Завадська-Ходорович Валентина, Рудницький Юрій, Терлецький Омелян, Рудницький Юрій Львович.
- Іноземні мови — Винар Іван (латина), Крушельницький Антін Володиславович (польська мова), Крушельницький Іван (польська мова), Ластовецький Микола (латина), Матіїв-Мельник Микола (німецька мова), Мечник Петро (німецька мова), Олесницька-Рудницька Марта (французька мова), Павлюх Гнат (німецька мова), Полєк Микола (латина), Полужняк Марія (німецька мова), Посацький Михайло (німецька та латинська мови), Роздольська-Потурняк Марія (німецька мова), Рудницький Юрій Львович (німецька, латинська та польська мови), Соневицький Михайло (латина), Турин-Лукашевська-Чорна Галина(Олена) (німецька мова), Турчин Лука (німецька мова), Федусевич Мирон (польська мова), Чучман Іван (латинська мова).
- Рисунок — Буцманюк Юліан.
- Ручна праця — Сидорович Савина, Шмігельска С.
- Співи — Гриневецький Іларіон, Козак Євген.
- Природознавство — Васьків(?), Витановчи-Гриневич Дарія, Кордуба Петро.
- Ботаніка — Мельник Микола.
- Біологія — Зимак Степан.
- Анатомія — Васьків(?), Зимак Степан.
- Географія — Ваврик Михайло.
- Українська мова та література — Ілля Кокорудз, Крушельницький Антін Володиславович, Микитей Григорій, Панейко Олександр, Радзикевич Володимир, Романенчук Богдан, Рудницький Юрій Львович, Тершаковець Михайло, Федусевич Мирон.
- Заняття з руханки (Фізкультура) — Суховерська Оксана, Ганицька-Осовська Мечислава, Колесса-Сондей Софія.
- Пропедевтика філософії — Барвінський Богдан.
- Катехизм — о. Горникевич Теофіль, о. Громницький Євгеній, о. Горчинський Омелян, о. Ждан Іван.

Коли у 1939 році гімназію перетворили в середню школу, було ліквідовано вивчення латинської, польської та релігії, а введено — російську мову, історію комуністичної партії, вивчення радянської конституції, дарвінізму, військову підготовку.

## Відомі випускники школи
- Олександр Беланенко — призер чемпіонату світу з біатлону.
- Бічуя Ніна Леонідівна — прозаїк, редактор газети «Просвіта».
- Вальков Володимир — політолог, магістр міжнародних відносин, випускник Женевського інституту міжнародних відносин.
- Винників Наталія (псевдо «Ада») — діяч ОУН, очолювала 1939 шкільну організацію ОУН.
- Віра Вовк — письменниця, літературознавець, перекладач (Бразилія). Пише українською, німецькою і португальською мовами. Лауреат Шевченківської премії 2008.
- Богдана-Марія Юліанівна Світлик (псевдо «Дмитренко Марія») — письменниця; вояк УПА, керівник Львівського міського жіночого проводу ОУН.
- Каріна Плай (справжнє ім'я — Наталя Ягунова) — співачка, композитор.
- Михайло Козаков — міжнародний гросмейстер із шахів.
- Палій Ліда — поетеса, прозаїк, малярка і графік, археолог, мандрівник, лауреат літературних премій (Канада).
- Остап Панчишин — музикант, композитор, фронтмен гурту «Патриція».
- Ратушна Наталія — керівник бального ансамблю «Рондо».
- Сеник Ірина Михайлівна — українська поетеса, дисидент, член Української Гельсінської групи (від 1979).
- Лариса Скорик — архітектор, депутат Верховної Ради.
- Дмитро Лєбєдєв - боєць 125-ї окремої бригади загинув на Донеччині 19 червня 2023 року.